# Jonathan Mostow
Jonathan Mostow (ur. 28 listopada 1961 w Woodbridge) – amerykański reżyser, scenarzysta oraz producent  filmowy.

## Filmografia

### Filmy
- 1985: Fright Show
- 1989: Beverly Hills Bodysnatchers
- 1991: Czarny anioł (Flight of Black Angel) (TV)
- 1997: Incydent (Breakdown)
- 2000: U-571
- 2003: Terminator 3: Bunt maszyn (Terminator 3: Rise of the Machines)
- 2009: Surogaci (Surrogates)
- 2017: Pakt z mordercą (The Hunter's Prayer)

### Seriale
- 1998: Z Ziemi na Księżyc (odcinek Le Voyage Dans La Lune)
- 2014: Ostatni okręt (odcinek Phase Six)
- 2023: Oskarżeni (odcinek Danny's Story)